# Semën Konstantinovič Kurkotkin
Semën Konstantinovič Kurkotkin (in russo Семён Константи́нович Курко́ткин?; Zaprudnoe, 13 febbraio 1917 – Mosca, 16 settembre 1990) è stato un generale sovietico.

## Biografia
Kurkotkin era nato vicino a Mosca e aveva frequentato una scuola superiore tecnica nella capitale sovietica, prima di entrare nell'Armata Rossa nel 1937. Nel 1939 completò il corso di carrista nella scuola corazzata Oryol, e nel 1941 si laureò in una scuola politica.
Durante la Seconda guerra mondiale combatté nei corpi corazzati prima di divenire comandante di brigata. Partecipò ai combattimenti inquadrato nel Fronte di Voronež e in seguito nel 1° Fronte Ucraino.
dopo la guerra con il grado di Tenente colonnello frequentò i corsi nell'Accademia delle forze corazzate "Malinovskij" e divenne comandante di una divisione corazzata nel 1951. Nel 1958 completò l'Accademia dello stato maggiore generale e fu promosso al grado di Generale.
dal 1968 al 1971 detenne il comando del Distretto militare transcaucasico e dal 1971 al 1972 tenne il comando del Gruppo di forze sovietiche in Germania. Nel 1972 fu nominato assistente del ministro della difesa dell'Unione Sovietica. Nel 1988 divenne uno degli ispettori generali dell'Esercito sovietico.